# Fanorona

Position des pièces au départ

Le fanorona (prononcé fanourne en malgache) est un jeu de société combinatoire abstrait de l'île de Madagascar. Il existe trois catégories de fanorona : le fanoron-telo, le fanoron-dimy et le fanoron-sivy. Les Malgaches en jouent partout, dans le cadre familial comme à l'extérieur, dans les villes et les campagnes.

## Règle du jeu
Les règles se sont transmises par tradition, et existent dans les ouvrages spécialisés ou sur des sites Internet sur les jeux,,.

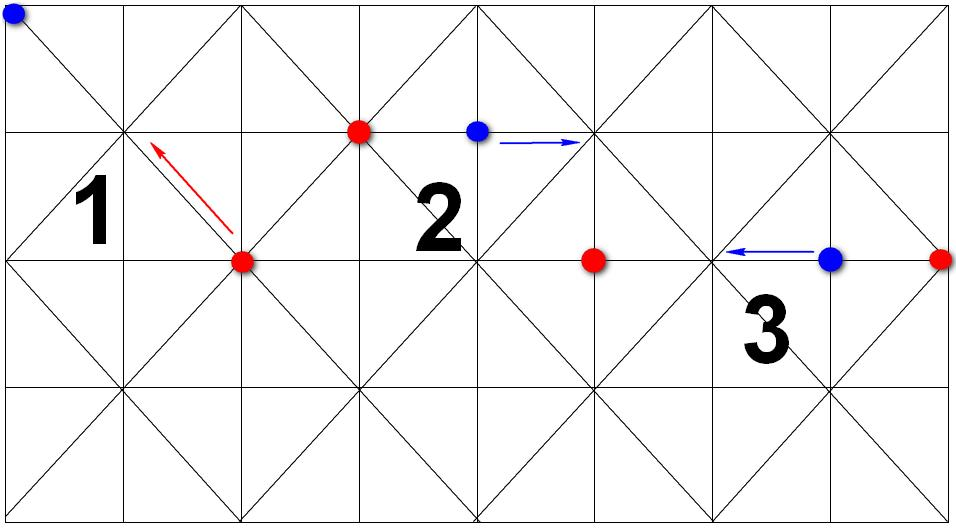
1 : prise par percussion. 2 : aspiration. 3 : Bleu doit effectuer un choix entre les deux prises.

Il se joue avec un tableau (lakapanorona, prononcé lakapanourne) de 5 rangs et 9 colonnes et des pierres (vato, prononcé vat) de 2 couleurs (22 de chaque) avec un trou central. Le but du jeu est de capturer toutes les pierres adverses. Une pierre ennemie est capturée en s'en approchant (percussion : situation 1 ; voir schéma) ou en s'en éloignant (aspiration : situation 2). Il doit donc y avoir une case libre devant ou derrière la pierre à avancer. Le joueur capture alors toutes les pierres adverses situées sur l'axe sur lequel il a fait avancer ou reculer sa pierre.  Une fois les pierres ennemies capturées, le joueur ayant le trait peut capturer d'autres séries de pierres au même tour si d'autres possibilités de capture se présentent à lui, à condition que ses captures se fassent :
- Dans un sens différent à celui joué précédemment
- Par un point par lequel le joueur n'est pas passé ce tour-ci

Une fois ses captures effectuées, le joueur laisse le trait à son adversaire.
Contrairement aux dames, le joueur n'est pas obligé de capturer si l'occasion se présente, et peut jouer un coup stratégique sans capture directe, dans le cas où il a déjà fait une capture lors de son tour. Mais à chaque tour, le joueur est obligé de capturer au moins une fois s'il y a une ou des occasions possibles.
Il arrive que le joueur ait pour un même mouvement plusieurs pierres adverses capturables, celles en avant et celles en arrière (situation 3). Il doit alors choisir entre les deux séries. Et pour finir, chaque joueur est obligé de jouer, même si le tour suivant le mène forcément à un coup perdant.

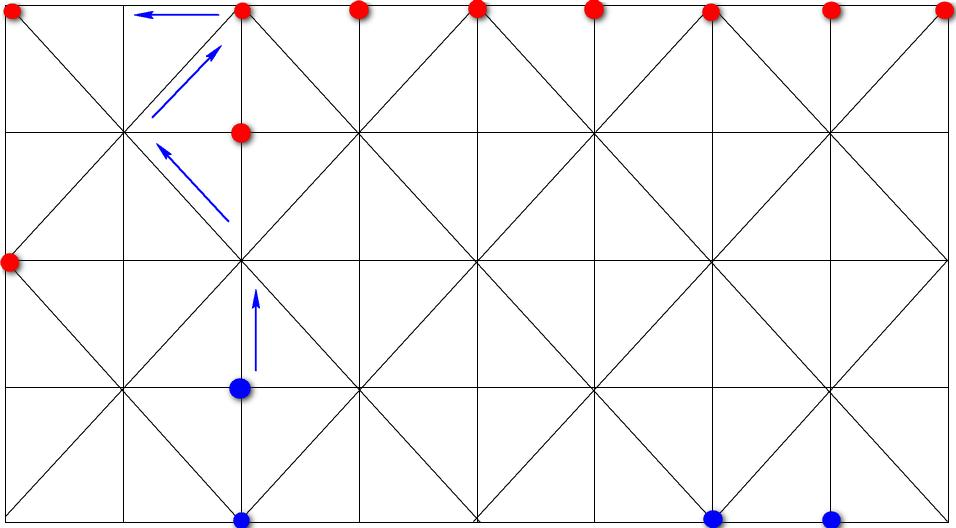
Grâce à une prise multiple, les bleus obtiennent la victoire.

## Stratégie
Le jeu se divise en deux phases stratégiques : le début de partie, où les joueurs peuvent à chaque tour capturer des pions adverses. Et la fin de partie qui arrive quand les captures immédiates ne sont plus possibles. 

### Début de partie
Le fanorona présente un niveau de difficulté et de profondeur sensiblement égal aux dames. Mais contrairement aux dames, les possibilités d'ouverture au premier tour sont limitées : deux en diagonale, une verticale, et une horizontale. Les ouvertures diagonales mènent vers un jeu plus serré où il est plus difficile d'éclaircir le plateau. Au contraire, l'ouverture verticale, en affaiblissant la deuxième ligne du joueur ayant entamé l'ouverture, permet d'arriver très vite à la fin de partie. Enfin, l'ouverture horizontale (le joueur a alors deux pierres au choix à éliminer) emmène plutôt vers des prises verticales grâce à l'ouverture des lignes centrales.
En première phase de jeu, le joueur doit faire très attention à ses prises. En effet, les prises multiples qui vident le plateau créent de nouveaux espaces de prises pour l'adversaire. Le bon joueur devra parfois se contenter de prises modestes, mais stratégiquement intéressantes : par exemple, en se nichant sur une intersection bloquant les mouvements de l'adversaire. Le joueur peut aussi mettre ses pions à l'abri en les plaçant au cœur des losanges (quatre possibilités de mouvement) plutôt que des croix (huit possibilités de mouvement).

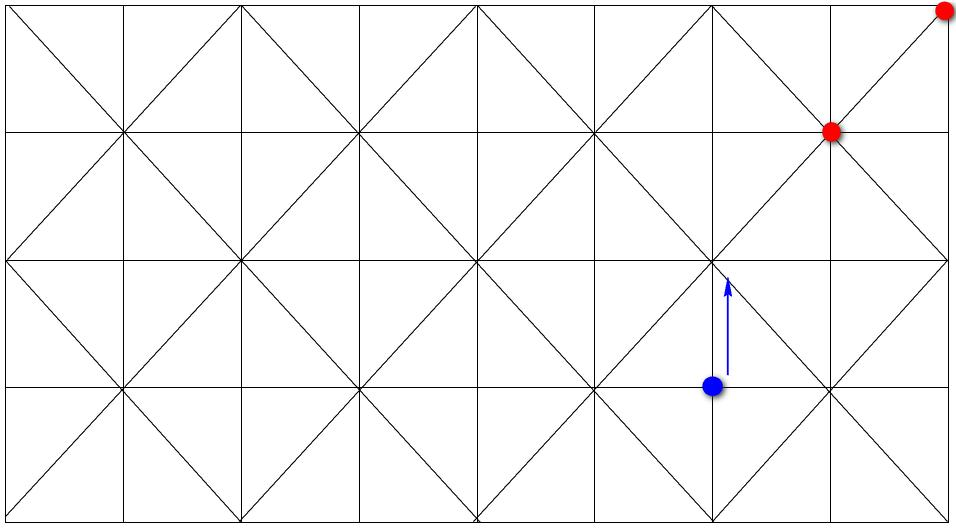
En avançant sur cette intersection, le pion bleu bloque et menace de prendre les derniers pions rouges. Déplacer le pion arrière est la seule parade pour les rouges, qui ne perdent alors que le pion avant.

### Fin de partie
La fin de partie arrive au moment où un joueur ne peut plus exercer une prise directe sur le plateau. Il doit alors avancer ses pions de façon à pouvoir prendre ceux de l'adversaire. C'est la phase stratégique la plus importante, et évidemment la plus déterminante. Son succès dépend de deux éléments :
- le nombre de pions de chaque joueur restant sur le plateau ;
- leur disposition sur le plateau : au centre ou sur les bords.

En fin de partie, c'est un jeu de vitesse qui se joue : chaque joueur doit avancer ses pions vers le centre du plateau pour être en sécurité. En cas d'approche, le joueur au centre a plus de possibilités de fuite ou de prise que le joueur acculé au bord, ou pire, dans le coin. Il faut dans cette phase piéger les pions adverses en les poussant irrémédiablement vers les bords où ils seront inoffensifs, car ne pouvant plus effectuer de prise. Dans des positions délicates, des pions peuvent être sacrifiés pour acculer son adversaire vers le bord, par prise arrière. Il arrive néanmoins que les deux adversaires se trouvent au centre, dans des positions symétriques où aucune possibilité de victoire n'apparait ni pour l'un ni pour l'autre. Il reste en général toujours une possibilité de victoire en jouant finement.

## Fanorona dans la vie quotidienne
À Madagascar, ce jeu est de loin le plus populaire et il est joué dans toutes les régions. La plupart des joueurs n'utilisent pas de tableau à proprement parler mais tracent au sol des lignes à l'aide d'une pierre marquante (craie par exemple) puis utilisent en guise de pions des pierres de deux couleurs différentes ramassées aux alentours. Cela permet de pratiquer le jeu en tout lieu : en brousse, en pleine rue ou dans les stations de taxi-brousse.

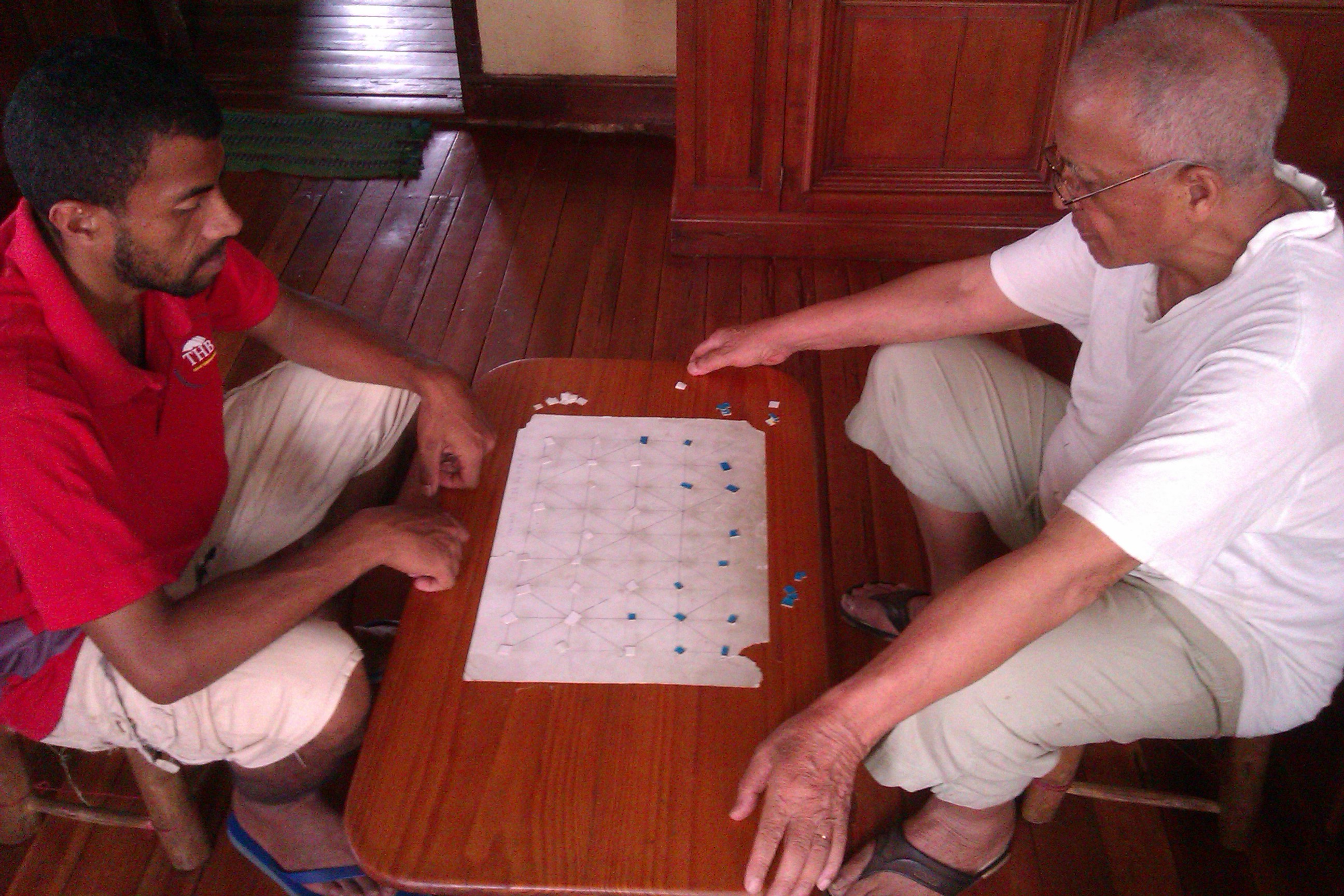
Deux hommes jouant au fanorona, avec du papier cartonné et des pions en papier.

Il existe une variante appelée vela (prononcé « vel »), qui est une nouvelle partie permettant au perdant de « se faire pardonner » (signification même du terme vela).
Les règles sont un peu longues mais elles sont très simples à l'application:
- le gagnant laisse le perdant capturer un à un (on n'enlève qu'une seule pierre à la fois) ;
- chacun prend quand même son tour, mais le gagnant ne capture aucune des pierres du perdant jusqu'au moment où il ne reste plus que 5 pierres côté gagnant (on dit aussi 5 jours (dimy andro)), contre les 22 côté perdant ;
- ce n'est qu'alors que le match reprend les règles normales de jeu ;
- si le perdant n'arrive encore pas à vaincre avec 22 contre 5, il n'est pas pardonné même s'il y a match nul, et une autre partie de vela est jouée ;
- aucune autre partie normale ne peut débuter tant que le perdant n'arrive pas à gagner son pardon ;
- pendant la phase où le gagnant se laisse capturer, il faut qu'il arrive à donner une pierre à capturer par le perdant à chaque fois (on dit alors que le gagnant est mampihinam-bela car il « nourrit » et le perdant est mihinam-bela car il « mange » ce que l'autre lui « sert »), sinon le vela s'arrête et le perdant est tout de suite pardonné et les parties normales peuvent être reprises.

Le gagnant a intérêt à bien se positionner pour pouvoir donner au moins un choix de capture au perdant à chaque fois, tout en positionnant stratégiquement ses pièces dans le but d'avoir cinq pièces en fortes positions à la fin afin de ne pas pardonner le perdant (le faire gagner).
Le vela aussi est pour le gagnant une preuve irréfutable de la suprématie de son intelligence (de son gain lors du match normal) s'il arriver à gagner ou avoir un match nul à 5 contre 22.
Le vela peut s'interpréter comme un prêt qu'il faut que le perdant rembourse et honore pour ne pas être dans la honte et sous la main mise du gagnant, et qu'il faut par contre que le gagnant essaie de perdurer pour rester dans une position de force.

## Analyse
En 2007, le jeu de Fanorona a été faiblement résolu. L'issue optimale est une partie nulle, qui peut être forcée par les mouvements initiaux f2-e3A et d3-e3A.